# Henry Monck (1er comte de Rathdowne)
Henry Stanley Monck, 1er comte de Rathdowne et 2e vicomte Monck (26 juillet 1785-20 septembre 1848), est le fils de Charles Monck et d'Anne Quin. Le 28 juillet 1806, il épouse Lady Frances Mary Trench, fille de William Trench, et de son épouse Anne Gardiner. Ils ont ensemble 11 filles, dont :
- Lady Anne Florinda Monck (décédée en 1876), épouse de William Mulveney.
- Lady Elizabeth Louise Mary Monck (décédée le 16 juin 1892), épouse son cousin germain Charles Monck, 4e vicomte.
- Lady Emily Monck (décédée le 22 novembre 1837), mariée à William Barlow Smyth.
- Lady Frances Isabella Monck (décédée le 9 juin 1871), mariée à Owen Blayney Cole.
- Lady Georgiana Ellen Monck (décédée le 20 mars 1887), mariée à Edward Croker.

Comme il est décédé sans héritiers masculins, le comté s'est éteint et la vicomté est passée à son frère Charles.